# Сенчури (округ Палм Бич, Флорида)
Сенчури (енгл. Century, Palm Beach County) град је у америчкој савезној држави Флорида.

## Демографија
По попису из 2000. године број становника је 7.616.
| Група             | 2000.         | 2010.    |
| Белци             | 7.280 (95,6%) | 0 (0,0%) |
| Афроамериканци    | 33 (0,4%)     | 0 (0,0%) |
| Азијати           | 32 (0,4%)     | 0 (0,0%) |
| Хиспаноамериканци | 228 (3,0%)    | 0 (0,0%) |
| Укупно            | 7.616         | 0        |